# 흥남항 (함경남도)

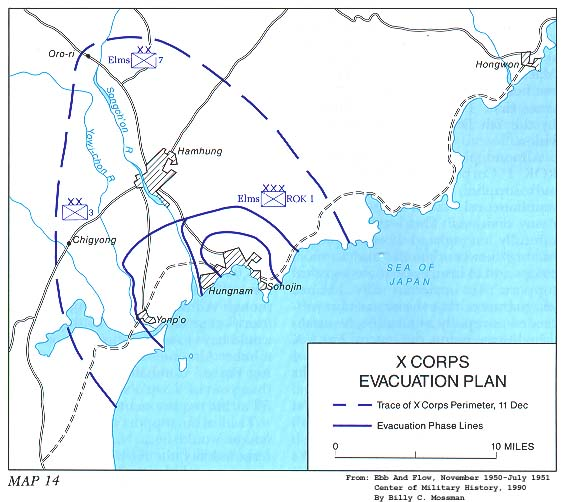
흥남항 주변 지도

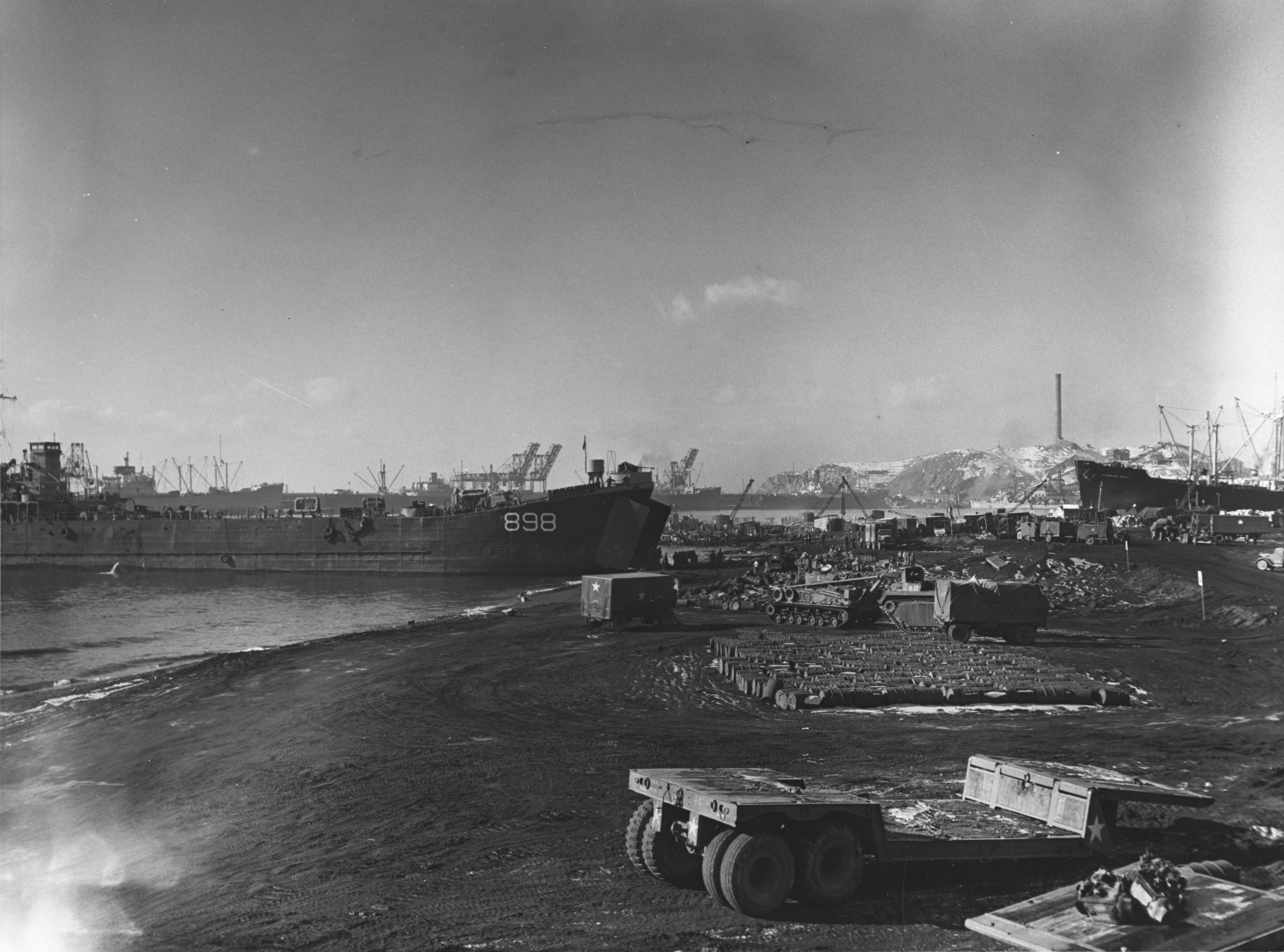
1950년 12월의 흥남항

흥남항(興南港)은 함경남도 함흥시 흥남구역에 있는 항구이다.

## 6.25 전쟁과 철수 작전
흥남 철수 작전으로 유명하다. UN군은 6.25 전쟁 때 이 항구를 통해서 10만명의 피란민들을 데리고 남쪽으로 철수할 수 있었으며, 이는 오늘날 성공적인 대규모 철수 작전으로 알려져 있다.